# 斯蒂芬·弗莱明
斯蒂芬·保罗·弗莱明（英語：Stephen Paul Fleming，1973年4月1日—），新西兰男子板球运动员。他曾代表新西兰国家队参加1998年英联邦运动会板球比赛，获得一枚铜牌。